# Fram2
Fram2 es una misión espacial privada planificada, operada por SpaceX en nombre del empresario Chun Wang. Durante la misión, el decimosexto vuelo orbital tripulado de una nave espacial Crew Dragon, Wang y su tripulación totalmente civil (Jannicke Mikkelsen, Eric Philips y Rabea Rogge) serán propulsados a una órbita polar, una novedad para una misión espacial humana. Durante la misión de tres a cinco días, la tripulación realizará investigaciones científicas.

## Tripulación
La tripulación del Fram2 se anunció en agosto de 2024.
| Puesto                   | Astronauta                      | Astronauta                      |
| ------------------------ | ------------------------------- | ------------------------------- |
| Comandante               | Chun Wang Primer vuelo          | Chun Wang Primer vuelo          |
| Piloto                   | Jannicke Mikkelsen Primer vuelo | Jannicke Mikkelsen Primer vuelo |
| Especialista de Misión 1 | Eric Philips Primer vuelo       | Eric Philips Primer vuelo       |
| Especialista de Misión 2 | Rabea Rogge Primer vuelo        | Rabea Rogge Primer vuelo        |

## Misión
Bautizada como Fram2 en referencia y sucesión al barco de exploración polar Fram, la misión tiene como objetivo estudiar los polos de la Tierra y su entorno espacial. Será una misión de vuelo libre de la nave espacial Crew Dragon, sin atracar en una estación espacial. La nave espacial seleccionada es Endurance, que comparte nombre con el barco de exploración antártica de Ernest Shackleton. Estará equipada con la cúpula panorámica de Inspiration4. La misión está programada para marzo de 2025. Se lanzará desde Florida, ya sea desde la plataforma de lanzamiento LC-39A en el Centro Espacial Kennedy o la plataforma LC-40 en la Estación de la Fuerza Espacial de Cabo Cañaveral.
La misión entrará en una órbita terrestre baja (entre 425 y 450 km) con una inclinación polar (90°), lo que le permitirá sobrevolar ambos polos de la Tierra. Su objetivo será observar y estudiar fenómenos similares a las auroras, como STEVE y fragmentos verdes, y realizar experimentos sobre el cuerpo humano, incluida la primera radiografía de un ser humano en el espacio.